# Скрипица
Скрипи́ца (лат. Lactárius velléreus) — гриб рода Млечник (лат. Lactarius) семейства Сыроежковые (лат. Russulaceae). 
Научные синонимы:
- Agaricus vellereus Fr., 1821 basionym
- Lactarius vellereus var. vellereus Fr., 1838
- Galorrheus vellereus (Fr.) P.Kumm., 1871
- Lactifluus vellereus (Fr.) Kuntze, 1891

Русские синонимы:
- Груздь во́йлочный
- Народные и местные: скрипу́н, скрипу́ха, подскрёбыш моло́чный, подсуха́рь

## Описание
Шляпка диаметром 8—26 см, мясистая, плотная, сначала выпуклая, потом воронкообразная, с краями, у молодых грибов подогнутыми, а потом распростёртыми и волнистыми. Кожица белого цвета, вся покрыта белым ворсом.
Мякоть белая, очень плотная, твёрдая, но ломкая, со слабым приятным запахом и очень острым вкусом. На изломе выделяет очень едкий белый млечный сок.
Пластинки беловатого цвета, 0,4—0,7 см шириной, довольно редкие, неширокие, перемежающиеся короткими пластиночками, более или менее нисходящие по ножке.
Ножка — 5—8 см в высоту, диаметром 2—5 см, крепкая, толстая и плотная, белого цвета. Поверхность войлочная, как и верх шляпки.
Споры белого цвета, цилиндрические.

### Изменчивость
Белая шляпка приобретает то желтоватый, то красновато-бурый оттенок с охристыми пятнами. Пластинки отливают зеленоватым или желтоватым цветом, иногда — с охристыми пятнами. Белая мякоть на воздухе приобретает зеленовато-жёлтый цвет. Млечный сок, высыхая, становится красноватым.

## Местообитание
Образует микоризу с лиственными и хвойными деревьями, часто с березой. Растут в хвойных и лиственных лесах, обычно группами.
Сезон: лето-осень.

## Сходные виды
Другие условно-съедобные:
- От перечного груздя (Lactarius piperatus) отличается более редкими пластинками.

## Пищевые качества
Условно съедобна, употребляется в соленом виде, для удаления едкого сока вымачивают.